# Choutianá
Choutianá, en grec moderne : Χουτιανά, est un village du dème de Geórgios Karaïskákis,  district régional d'Árta, en Épire, Grèce.
Selon le recensement de 2011, la population du village compte 10 habitants.